# 271 км (роз'їзд)
271 кіломе́тр — пасажирський залізничний роз'їзд Ужгородської дирекції Львівської залізниці.
Розташований у місці розгалуження залізничних колій після проходу прикордонного контролю зі Словаччиною в напрямку Чопа, Ужгородський район Закарпатської області на лінії Чоп — Кошиці між станціями Чоп (5 км) та Чиєрна-над-Тісоу (5 км).
Станом на серпень 2019 року щодня дві пари електропотягів прямують за напрямком Сянки — Мукачево.